# Risbäcks församling
Risbäcks församling var en församling i Luleå stift och i Dorotea kommun i Västerbottens län. Församlingen uppgick 2006 i Dorotea-Risbäcks församling.

## Administrativ historik
Enligt beslut den 3 maj 1901 fick Risbäcks kapellag tillstånd att, efter vissa villkor uppfyllts, bilda en egen församling kallad Risbäcks kapellförsamling genom en utbrytning ur Dorotea församling. Den nya kapellförsamlingen bildades 1905 och bestod av hemmanen Avasjö nr 1, Brännåker nr 1, Båtas nr 1-2, Dabbnäs nr 1, Harrsjön eller Harrsjöhöjden nr 1, Lövsjö nr 1, Risbäck nr 1, Rissjön nr 1, Sandvik nr 1, Storbäck nr 1, Stornäs nr 1, Subben eller Subbme nr 1, Söderfors nr 1, Söderfors nr 2, Tvärsele nr 1 samt Lillånäset nr 1.
Den 26 maj 1922 bestämdes det att överföra ansvaret för kyrkobokföringen för kapellförsamlingen från kyrkoherden i Dorotea till komministern i Risbäck. Enligt beslut den 8 januari 1926 skulle Risbäck bli en annexförsamling, vilket trädde i kraft den 1 januari 1927. Risbäck var därefter till 2006 annexförsamling i pastoratet Dorotea och Risbäck. Församlingen uppgick 2006 i Dorotea-Risbäcks församling.

## Areal
Risbäcks församling omfattade den 1 januari 1976 en areal av 1 125,2 kvadratkilometer, varav 1 077,0 kvadratkilometer land.

## Kyrkor
- Risbäcks kyrka